# Tolga kommun
Tolga kommun (norska: Tolga kommune) är en kommun i landskapet Østerdalen i Innlandet fylke i östra Norge. Kommunens centralort är tätorten Tolga. 
Stortingsledamoten Vidar Bjørnstad föddes i Tolga.

## Administrativ historik
Tolga kommun bildades första gången på 1830-talet när flertalet andra norska kommuner bildades. 1926 delades denna kommun i Tolga respektive Os kommun. 1966 slogs dessa två kommuner samman och bildade Tolga-Os kommun. Denna nya kommun delades dock igen 1976.

## Tätorter
I Tolga kommun finns en tätort:
- Tolga (centralort)

## Socknar
Inom Norska kyrkan är Tolga kommun indelad i fyra socknar:
- Hodalens socken
- Holøydalens socken
- Tolga socken
- Vingelens socken

Socknarna ingår i Nord-Østerdals prosteri i Hamars stift.